# Samuel Barata
Samuel Barata (* 19. Juli 1993 in Lausanne, Schweiz) ist ein portugiesischer Leichtathlet, der sich auf den Langstreckenlauf spezialisiert hat. Er startet für den Verein Benfica Lissabon.

## Sportliche Laufbahn und Leben
Samuel Barata wurde in Lausanne geboren und zog im Alter von 10 Jahren nach Bouça in der Gemeinde Cortes do Meio im Landkreis Covilhã, dem Heimatdorf seiner Familie. Mit 12 Jahren begann er Leichtathletik als Leistungssport zu praktizieren. Nach seinem Abitur ging er an die Universität Lissabon, um Chemie zu studieren. Trotz der hohen Anforderungen in den ersten zwei Jahren des Studiums und der zeitgleich stark gestiegenen Anforderungen nach seinem parallelen Wechsel aus der Sportjugend in die Profikarriere führte er sowohl Chemiestudium als auch Leichtathletik-Profikarriere fort.
Erste internationale Erfahrungen sammelte Samuel Barata im Jahr 2012, als er bei den Juniorenweltmeisterschaften in Barcelona im 10.000-Meter-Lauf in 31:42,17 min den 17. Platz belegte. 2015 kam er bei den U23-Europameisterschaften in Tallinn nicht ins Ziel und im Jahr darauf erreichte er bei den Europameisterschaften in Amsterdam nach 1:08:30 h Rang 63 im Halbmarathon. 2017 nahm er an der Sommer-Universiade in Taipeh teil und wurde dort in 29:54,89 min Fünfter über 10.000 Meter und musste im Halbmarathon vorzeitig aufgeben. 2018 klassierte er sich bei den Mittelmeerspielen in Tarragona im 5000-Meter-Lauf in 14:14,93 min auf dem elften Platz und im August konnte er bei den Europameisterschaften in Berlin sein Rennen über 10.000 Meter nicht beenden. Bei den Halbmarathon-Weltmeisterschaften 2020 in Gdynia lief er nach 1:02:19 h auf Rang 40 ein und im Jahr darauf schied er bei den Halleneuropameisterschaften in Toruń mit 7:53,39 min in der Vorrunde im 3000-Meter-Lauf aus. Im Dezember gelangte er bei den Crosslauf-Europameisterschaften in Dublin mit 32:01 min auf Rang 37. 2022 startete er erneut bei den Mittelmeerspielen in Oran und klassierte sich dort mit 13:47,09 min auf dem fünften Platz über 5000 Meter. Anschließend kam er bei den Europameisterschaften in München über 10.000 Meter nicht ins Ziel. Im Jahr darauf wurde er bei den Straßenlauf-Weltmeisterschaften 2023 in Riga nach 1:01:29 h 26. im Halbmarathon und 2024 kam er bei den Europameisterschaften in Rom im Halbmarathon nicht ins Ziel. Anschließend wurde er bei den Olympischen Sommerspielen in Paris nach 2:13:23 h 48. im Marathonlauf.
In den Jahren 2017 und 2018 wurde Barata portugiesischer Meister im 5000-Meter-Lauf sowie 2015 und 2020 sowie 2021 und 2024 über 10.000 Meter und 2020 im 10-km-Straßenlauf. Zudem siegte er 2020 auch im 3000-Meter-Lauf.

## Persönliche Bestleistungen
- 3000 Meter: 8:01,05 min, 15. August 2020 in Lissabon
  - 3000 Meter (Halle): 7:53,39 min, 6. März 2021 in Toruń
- 5000 Meter: 13:31,90 min, 15. Mai 2021 in Wien
- 10.000 Meter: 27:48,62 min, 18. Mai 2024 in London
- 10-km-Straßenlauf: 28:12 min, 9. Januar 2022 in Valencia
- Halbmarathon: 59:40 min, 22. Oktober 2023 in Valencia (portugiesischer Rekord)
- Marathon: 2:07:35 h, 3. Dezember 2023 in Valencia